# Општина Цуглуј (Долж)
Цуглуј (рум. Ţuglui) општина је у Румунији у округу Долж.
Oпштина се налази на надморској висини од 63 m.